# Омурзаков, Турсунбек Казенович
Турсунбек Казенович Омурзаков (каз. Тұрсынбек Қазенұлы Өмірзақов; род. 13 августа 1958, Астраханский район, Акмолинская область, Казахская ССР, СССР) — казахстанский политический деятель, депутат Мажилиса Парламента Республики Казахстан V созыва (2012—2016).

## Биография
Родился 13 августа 1958 года в селе Шиликти Астраханского района Акмолинской области.
В 1981 году окончил Целиноградский сельскохозяйственный институт по специальности «экономист-организатор».
С 1981 по 1983 годы — ассистент Целиноградского сельскохозяйственного института.
С 1983 по 1987 годы — аспирант Сибирского отделения ВАСХНИЛ.
С 1987 по 1993 годы — доцент Целиноградского сельскохозяйственного института.
С 1993 по 1995 годы — начальник отдела Акмолинского филиала КАБ «Туранбанк».
С 1995 по 1997 годы — управляющий ТОО «Адилет».
С 1998 по 1999 годы — начальник отдела департамента финансов Министерства сельского хозяйства Республики Казахстан.
С 1999 по 2007 годы — президент холдинговой компании «О Азамат».
С 2006 по 2007 годы — старший преподаватель кафедры «Маркетинг и коммерция» экономического факультета ЕНУ им Л. Гумилева.
С 1999 по 2007 годы — депутат маслихата города Астаны.
С 2009 по 2011 годы — старший преподаватель кафедры «Менеджмент» КазАТУ имени С. Сейфуллина в г. Астане.
С 2012 по 2016 годы — депутат Мажилиса Парламента Республики Казахстан V созыва по партийному списку Коммунистической народной партии Казахстана, член Комитета по финансам и бюджету, член фракции «Народные Коммунисты».

## Награды
- 2001 — Медаль «10 лет независимости Республики Казахстан»
- 2006 — Медаль «10 лет Парламенту Республики Казахстан»
- 2008 — Медаль «10 лет Астане»
- 2008 — Орден Курмет за особые заслуги перед государством.[3]
- 2008 — Медаль «Атамекен» 3 степени «За верность делу».[4]
- 2011 — Медаль «20 лет независимости Республики Казахстан»
- 2015 — Орден Парасат за заслуги перед государством и активную общественную деятельность.[5]
- Награждён Благодарственным письмом Президента Республики Казахстан и почётной грамотой Премьер-Министра Республики Казахстан и др.